# ۷۰۸ (پیش از میلاد)
۷۰۸ (پیش از میلاد) ۷۰۸مین سال قبل از تقویم میلادی است.

## رویدادها
- فوت تالتا پادشاه الیپی
- به سلطنت رسیدن نیبه پسر دالتا

## درگذشتگان
- تالتا ، پادشاه الیپی